# باشگاه فوتبال هلسینکی
باشگاه فوتبال هلسینکی (به انگلیسی: HJK Helsinki) یک باشگاه فوتبال در کشور فنلاند است.
این باشگاه که شهر هلسینکی قرار دارد در سال ۱۹۰۷ میلادی تأسیس شده و سابقه ۲۷ قهرمانی در لیگ برتر فوتبال فنلاند و ۱۲ قهرمانی در جام حذفی فوتبال فنلاند در کارنامه دارد.